# Comayagüela
Comayagüela è un ex comune dell'Honduras, dal 1937 unito a Tegucigalpa per formare la municipalità chiamata Distrito Central.
Il suo passato coloniale è ben visibile, a partire dalla cattedrale (1685-1715) che racchiude molte opere d'arte tra cui uno dei più antichi orologi del mondo, costruito dai Mori più di ottocento anni fa.
Un altro vanto di questa città è sicuramente la casa Cural, dove nel 1632, fu costruita la prima università dell'America Centrale.